# Малые Шапы
Малые Шапы (мар. Изи Шап) — деревня в Медведевском районе Марий Эл Российской Федерации. Входит в состав Азяковского сельского поселения.
Численность населения — 86 человек (2021 год).

## География
Располагается в 13 км от административного центра сельского поселения — деревни Среднее Азяково, на берегу реки Шапинка.

## История
Деревня впервые упоминается в списке селений Царевококшайского уезда в 1795 году.

## Население
| 2010 | 2013 | 2014 | 2016 | 2018 | 2021 |
| ---- | ---- | ---- | ---- | ---- | ---- |
| 102  | ↘100 | ↘99  | →99  | ↗119 | ↘86  |

Национальный состав на 1 января 2014 г.:
| Национальность | Численность, чел. | Доля    |
| -------------- | ----------------- | ------- |
| всего          | 99                | 100,0 % |
| Марийцы        | 89                | 89,9 %  |
| Русские        | 10                | 10,1 %  |

## Описание
Улично-дорожная сеть деревни имеет асфальтовое покрытие. Централизованное водоснабжение и водоотведение отсутствует. Деревня газифицирована.